# Cle Kooiman
Cle Kooiman (ur. 3 lipca 1963 w Ontario (Kalifornia). Były obrońca grający w reprezentacji Stanów Zjednoczonych podczas Mistrzostw Świata w piłce nożnej w 1994 roku. Obecnie asystent trenera drużyny narodowej USA U-20.

## College
Kooiman uczęszczał do San Diego State University.

## Major Indoor Soccer League
W 1982 rozpoczął profesjonalną karierę halową w barwach Los Angeles Lazers, dla którego występował do 1987.

## Western Soccer League/American Professional Soccer League
W 1989 podpisał kontrakt z California Kickers, które występowało w Western Soccer League. W tym samym roku został wybrany do drużyny All-Star. Na sezon 1990 przeniósł się do San Diego Nomads. WSL połączyła się wtedy z American Soccer League tworząc American Professional Soccer League.

## Meksyk
Na początku roku 1990 Kooiman został transferowany do meksykańskiego Cobras de Ciudad Juarez, który dwa lata później opuścił na rzecz Cruz Azul. Stał się przy okazji pierwszym Amerykaninem w historii, który przejął opaskę kapitańską w meksykańskim klubie. W 1994 przeszedł do Morelii.

## Major League Soccer
W 1996, nowo założona Major League Soccer przydzielała „markowych” graczy do drużyn piłkarskich. Kooiman został oddelegowany do Tampa Buy Mutiny. W barwach Mutiny rozegrał dwa sezony, po czym został oddany do MLS Expansion Draft. Miami Fusion przyjęła obrońcę na jeden sezon.

## Kariera reprezentacyjna
Pierwszy występ w kadrze narodowej Kooiman zaliczył w 1993. Łącznie rozegrał 12 spotkań. Został również wyselekcjonowany do drużyny, która uczestniczyła w mundialu w USA.

## Trener
Po zakończeniu kariery piłkarskiej, Kooiman pracował jako dyrektor w Alta Loma Club w Kalifornii. W 2006 doprowadził żeńską drużynę Arsenal U-13 do mistrzostwa Północnej Ameryki.